# Hasta la vista, baby

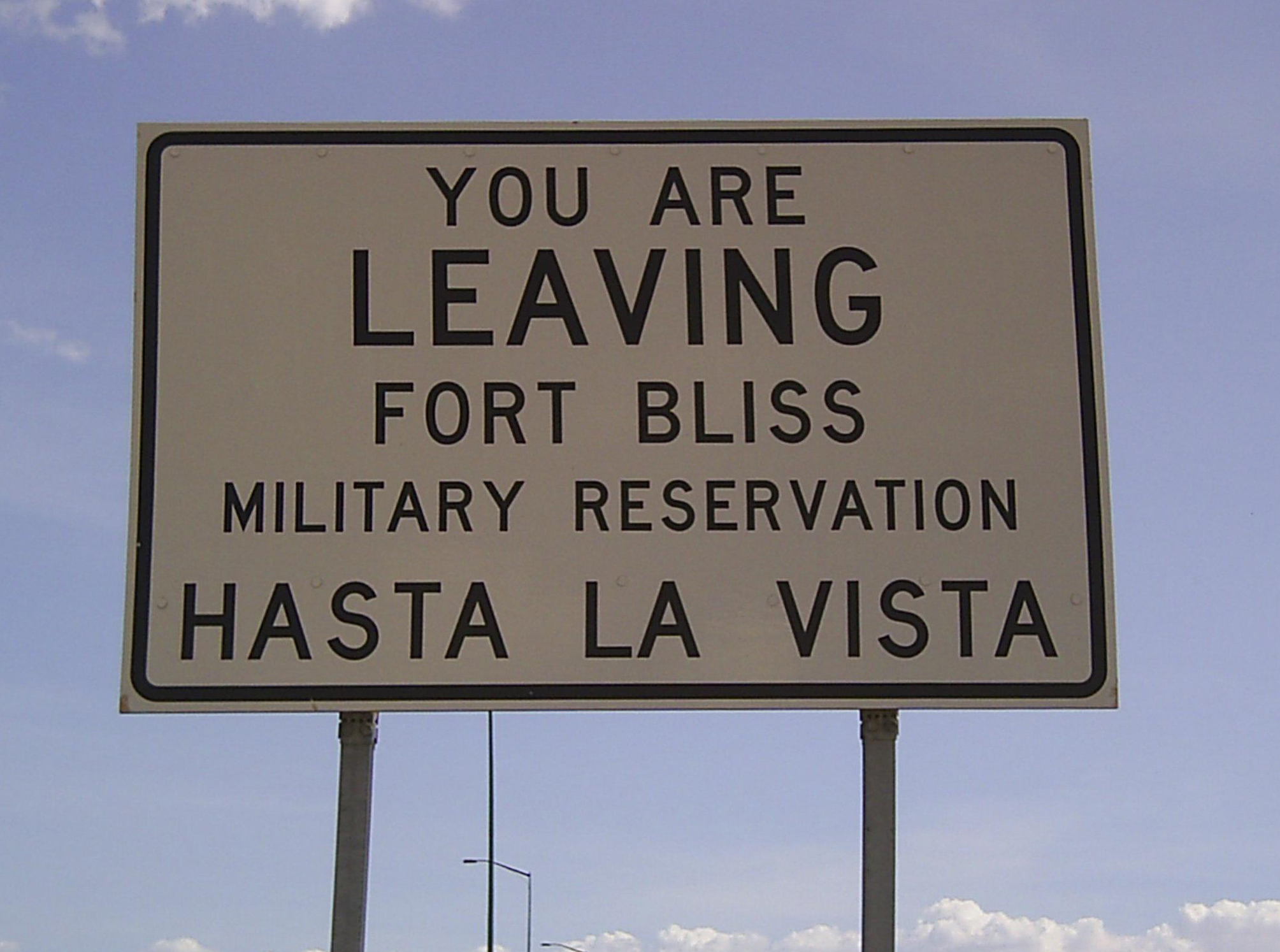
Letrero del ejército estadounidense en Fort Bliss, usando la icónica frase.

Hasta la vista, baby es una frase asociada al actor Arnold Schwarzenegger que utilizó en 1991 en la película de ciencia ficción Terminator 2: Judgment Day. En el doblaje al español de España, la frase fue sustituida por "Sayonara, baby" para respetar el cambio de idioma con respecto al que usaban los personajes, mientras que en la traducción hispanoamericana la frase original fue mantenida. El American Film Institute colocó en la 76.ª posición en la Lista de las mejores 100 frases de películas de todos los tiempos.

## Película
Hasta la vista, baby comenzó a ser una frase mundialmente famosa cuando fue usada en 1991 dentro del filme Terminator 2, el cual fue escrito por James Cameron y William Wisher Jr.
La frase se produce cuando uno de los protagonistas del filme, John Connor (Edward Furlong), le enseña la frase a T-800 (Arnold Schwarzenegger):
Versión de Hispanoamérica:

John Connor: No, no, no. Tienes que oír cómo habla la gente. No se dice "Afirmativo" o cosas como esa, dices "No hay problema" y si alguien se presenta con mala actitud le dices: "¡Vete al diablo!" y si quieres dejarlos les dices: "Hasta la vista, Baby". (1:11:16-34 tiempo)
T-800:¿Hasta la vista, baby? (1:11:35-36)

El Terminator vuelve a decir la frase tras congelar al androide T-1000 y dispararle con su pistola:

T-800: Hasta la vista, baby. (2:04:46-48)

Versión de España:

John Connor: No, no, no, no. Debes escuchar como habla la gente. No puedes decir: "afirmativo", o mierdas parecidas. Di "no problemo". Y si alguien se acerca a ti con una actitud agresiva dile "cómemela". Y si quieres quedar por encima de ellos diles: "Sayonara, baby". (1:11:16-34 tiempo)
T-800: Sayonara, baby. (1:11:35-36)

El Terminator vuelve a decir la frase tras congelar al androide T-1000 y dispararle con su pistola:

T-800: Sayonara, baby. (2:04:46-48)

## Política
Durante las elecciones primarias republicanas de Estados Unidos de 1992, Pat Buchanan desafió al presidente encargado del nombramiento George H. W. Bush. Schwarzenegger se juntó con George Bush en Nuevo Hampshire y sugirió a los votantes enviar a Pat Buchanan un mensaje: "Hasta la vista, baby".
El 7 de octubre de 2003, Schwarzenegger fue elegido como gobernador de California. The Michigan Daily tituló su artículo "Voters bid 'hasta la vista' to Davis". (Los votantes votaron 'hasta la vista' a Davis)
El 17 de noviembre de 2008 Arnold dijo en una entrevista para la CNN: There are so many different challenges California has — it’s the greatest state in the greatest country in the world. Hasta la vista, baby!
En 2008, Schwarzenegger se reunió con la presidenta chilena, Michelle Bachelet, durante la visita de ésta a California. Bachelet cerró su comparecencia pública con la frase "Hasta la vista".
El 20 de julio de 2022, el ex primer ministro del Reino Unido, Boris Johnson, durante su último acto de preguntas al primer ministro en la Cámara de los Comunes, se despidió con la célebre frase "¡Hasta la vista, baby!".

## Otros usos
- Hasta la Vista Baby! es un álbum en vivo grabado por U2 y lanzado exclusivamente a su fanes club en el año 2000.
- Es el título de una novela policíaca de Tatiana Polakowa.[7]